# Корчулански архипелаг
Корчулански архипелаг је група острва која је налази у Пељешком каналу на хрватском делу Јадранског мора.
Архипелаг се налази у близини источног дела острва Корчуле, између града Корчуле и насеља Лумбарде. Укупно има 19 острва:
- Бадија,
- Баретица
- Бисаче
- Сестрица Вела
- Вела Ступа
- Врник,
- Гојак,
- Губавац
- Камењак
- Кнежић
- Лучњак
- Мајсан,
- Мајсанић,
- Мала Сестрица
- Мала Ступа
- Плањак,
- Рогачић
- Сутвара
- Шкрипњак

Неки од острва су насељена. На оствима има неколико културно историјских споменика из давне прошлости, који су данас у рушевинама.